# 陳火慶
陳火慶（1914年—2001年），臺中市清水人，漆藝家，參與日治時期伴手禮「蓬萊塗」漆器開發，對於臺灣中部漆藝產業推展及漆藝教育傳承貢獻。於1998年獲教育部民族藝術傳統工藝類漆器薪傳獎。

## 生平
臺中牛罵頭（今臺中清水）人。13歲進入日籍漆藝家山中公主持山中工藝美術漆器製作所，隨日籍及福州師傅習藝，學成後擔任師傅並兼任私立臺中工藝傳習所漆工指導，參與開創蓬萊塗漆器，為當時從日本來臺觀光遊客返國必備的伴手禮。戰後日人撤離，漆器產業日益衰微，為維持家庭生計進入空軍擔任漆工，從事飛機塗裝工作，但因長期接觸化學漆染上氣喘，加上妻子猝逝，為專心照顧家庭而退伍返家自行承製漆器。1970年代適逢臺灣漆器外銷日本的全盛時期，經引介開始承接日本訂單，並擔任多家公司漆器技術指導，促進臺中、豐原等地木業漆器外銷產業。1976年與三子陳志銘成立欣德漆器有限公司，接受日商委託改善天然其及化學漆的技術，同時擔任多家公司技術顧問。1984年受聘於臺灣省手工業研究所指導漆藝技術，當時任職於該所的漆藝家黃麗淑亦師承陳火慶。1986年至國立故宮博物院科技室漆器傳承指導。陳火慶善於胎體製作、磨顯技法及各種紋飾技法，晚年更將一生所學傾囊相授。其長子陳清輝，為臺中市文資局登錄的漆工藝傳統技藝保存者。

## 影響與榮譽
陳火慶為山中公師徒制的漆藝傳承者。1996年文化建設委員會為保存文化資產和推廣民間技藝，聘請陳火慶辦理 「陳火慶技藝傳習計畫」，為臺灣培育漆藝人才。
獲獎如下:
- 1986年　教育部傳統工藝漆器「薪傳獎」
- 1989年　臺中縣十大資深傑出藝術家「金穗獎」
- 1992年　文化建設基金管理委員會「第一屆民族工藝獎」其他類三等獎
- 1993年　文化建設基金管理委員會「第二屆民族工藝獎」其他類三等獎
- 1998年　獲選教育部重要民族藝術藝師

## 作品典藏
陳火慶創作題材及技法，多有蓬萊塗漆器脈絡。
- 《布目紋小缽》 國立臺灣工藝研究發展中心藏[11]。缽內髹塗朱紅漆，缽外以多層磨顯技法露出璀燦多彩的黑紅黃綠紋。
- 《樹葉斑紋圓漆盤》高雄市立歷史博物館藏[12]。內為若狹塗法，磨顯出貝殼，全面磨平後樹葉顏色深淺有層次感。
- 《美人蕉漆盤》國立傳統藝術中心藏[13]。以木胎圓形淺盤，於木素胎淺雕刻出美人蕉紋飾之後塗生漆固胎，再髹上朱漆、綠漆，黃漆等裝飾圖樣色彩，最後髹塗透明漆降低圖樣彩度。
- 《鳳梨淺雕漆盤》國立傳統藝術中心藏[14]。以粗獷的線條刻畫出鳳梨渾厚飽滿的外型，輪廓鮮明，溫暖配色。